# Le Sel de la Terre (parabole)
Pour les articles homonymes, voir Le Sel de la terre.
Le Sel de la Terre est une parabole de Jésus-Christ. Elle fait partie du Sermon sur la montagne dans un Évangile. Elle parle des vertus théologales et cardinales qui doivent être la saveur donnée par chacun envers son prochain.

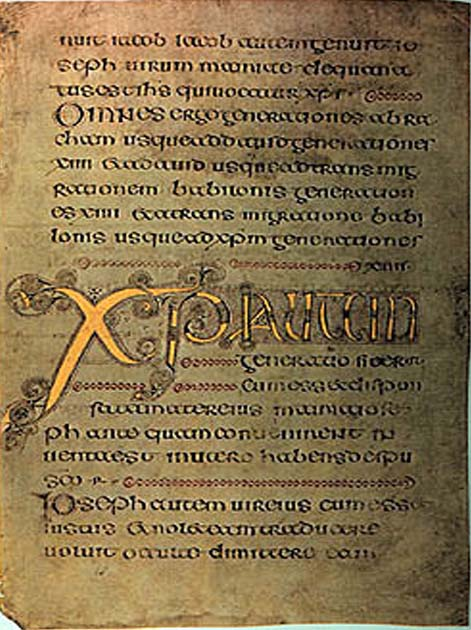
Une page de l'Évangile selon saint Matthieu issu du livre de Durrow, VIIe siècle

## Texte
Évangile de Jésus-Christ selon saint Matthieu, chapitre 5, verset 13 :
« Vous êtes le sel de la terre. Mais si le sel perd sa saveur, avec quoi la lui rendra-t-on ? Il ne sert plus qu'à être jeté dehors, et foulé aux pieds par les hommes. »
Traduction d'après la Bible (Louis Segond).

## Interprétation
Cette image donnée par le Messie suit les Béatitudes et précède la parabole sur la lumière du monde. L'important dit Jean Chrysostome, c'est d'amener le sel de la gentillesse, par le fait de suivre les vertus chrétiennes .
Le sel garde et conserve la nourriture saine, pour le Frère Élie, c'est-à-dire qu'il faut préserver le message du Fils de Dieu; le sel, c'est aussi ce qui donne le goût, ainsi en suivant la charité entre autres on parfume l'humanité des valeurs des croyants, des valeurs des humanistes. Et le moine de citer le Psaume 111 qui parle de donner à ceux qui ont faim (Ps 111).
Le sel est l'image de l'alliance, de la sagesse pour Benoît XVI qui commente cette parabole lors d'un Angélus. Le sel signifie qu'il faut acquérir la sagesse divine afin de donner avec amour .